# Synode van Mâcon
Met de Synode van Mâcon wordt gewoonlijk de tweede of de derde kerkelijke synode bedoeld, die in de stad Mâcon werd samengeroepen door koning Gontram van Bourgondië, respectievelijk in 581 of 582 en in 585. Er waren in Mâcon nog bijeenkomsten van bisschoppen in 579, 624 of 627, 906 en 1286. 

## De mythe over de ziel van de vrouw
Sinds het begin van de moderne tijd doen beweringen de ronde dat de Synode van 585 er over twijfelde of vrouwen een ziel hadden. Een en ander kan teruggebracht worden tot een werk uit 1676 van Johannes Leyser, een lutherse pastor uit Hessen, onder de titel Polygamia Triumphatrix. Leyser pleitte voor polygamie en schreef, verwijzend naar de synode van Mâcon: "Onder de heilige vaders was er iemand die stelde dat vrouwen niet konden bestempeld worden als homines". Dit is het Latijnse woord zowel voor "mensen" als voor "mannen", en daar begint de verwarring. Het verhaal werd al verteld door de heilige Gregorius van Tours, die in zijn Historia Francorum gewag maakt van een bisschoppenconferentie waarin de betekenis van het woord homines (enkelvoud homo) werd besproken. Gregorius vermeldt niet welke conferentie dat was, maar vermits hij in 585 bisschop van Tours was, hebben sommigen dat verband gelegd. Dat daar gediscussieerd werd over de menselijke natuur van vrouwen, werd pas in de 17e eeuw voorgesteld door de Franse filosoof Pierre Bayle.